# Parthenocissus heterophylla
Parthenocissus heterophylla là một loài thực vật hai lá mầm trong họ Nho. Loài này được (Blume) Merr. miêu tả khoa học đầu tiên năm 1916.